# 슈테판 로렌츠 조르크너

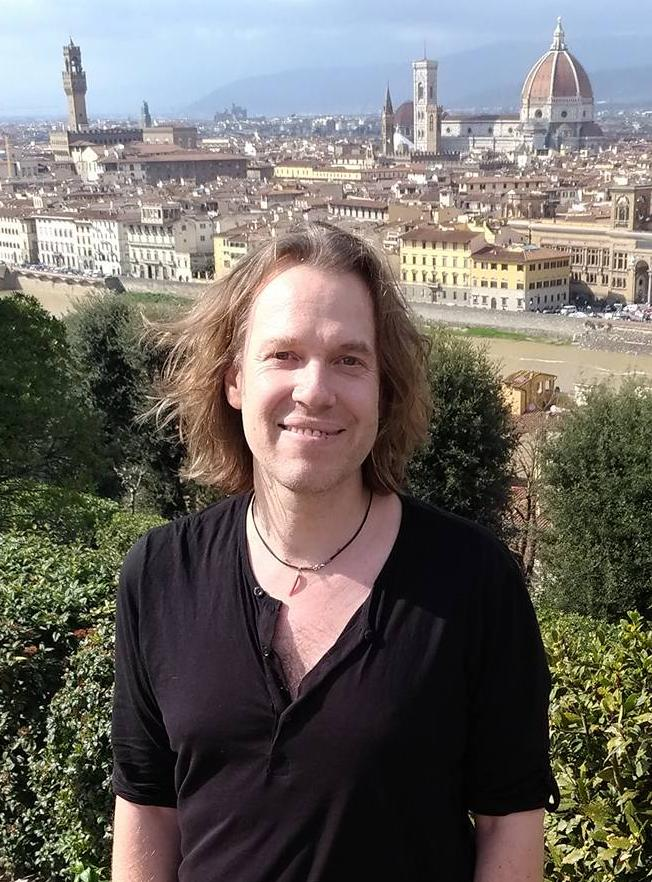
슈테판 로렌츠 조르크너

슈테판 로렌츠 조르크너(독일어: Stefan Lorenz Sorgner, 1973년 10월 15일~)는 독일의 초인간주의 철학자이자 니체 학자, 음악 철학자이며 신기술 윤리 분야의 권위자이다.

## 삶
조르크너는 1973년 10월 15일 독일 베츨라어 에서 태어났다. 그는 킹스 칼리지 런던 (학사), 더럼 대학교 (석사, 시험관: 데이비드 E. 쿠퍼, 데이비드 오웬), 기센대학교와 예나대학교 (철학박사, 시험관: 볼프강 벨쉬, 잔니 바티모)에서 철학을 공부했다. 그는 기센, 예나, 에르푸르트, 에를랑겐 대학에서 철학과 윤리학을 가르쳤고, 현재 미국 자유과대학인 존 캐벗 대학(John Cabot University)에서 가르치고 있다. 조르크너는 여러 편집 및 자문 위원회의 회원이다.

## 니체, 포스트휴머니즘과 트랜스휴머니즘
진화와 기술 저널(Journal of Evolution and Technology) 20권 1호에 조르크너의 논문 "니체, 초인간, 그리고 트랜스휴머니즘 (Nietzsche, the Overhuman, and Transhumanism)"이 게재되었는데, 그는 일부 트랜스휴머니즘의 견해에 따르면 니체의 초인간 개념과 포스트 휴머니즘 개념 사이에 상당한 유사점이 있음을 보여준다. 조르크너는 니체의 철학과 그의 유형의 트랜스휴머니즘을 구별하고자 하는 닉 보스트롬과 논쟁을 벌이고 있는데, 그의 해석은 니체 학자들과 트랜스휴머니즘 학자들 사이에서 모두 반응을 불러일으켰다. 진화와 기술 저널의 편집자들은 트랜스휴머니즘, 니체, 유럽 포스트휴머니즘 철학( 포스트휴머니즘 )의 관계에 관한 질문을 다루는 특별호를 발행했다. 21권 2010년 1월 1호 진화와 기술 저널은 "니체와 유럽의 포스트휴머니즘"이라는 제목으로 발행되었으며, 여기에는 조르크너의 기사에 대한 막스 모어와 미하엘 하우스켈러를 포함한 철학자들의 다른 반응들이 포함되어 있다.
격렬한 토론으로 인해 저널 편집자들은 조르크너에게 기사에 반응할 기회를 주기로 결정했다. 저널의 21권 2호에서 그는 그의 기사 "인본주의를 넘어서: 트랜스휴머니즘과 포스트휴머니즘에 대한 성찰 (Beyond Humanism: Reflections on Trans- and Posthumanism)"을 통해 그의 글에 대한 반응에 답했다. 보스트롬의 니체 비판에 대한 답변에서 그는 위르겐 하버마스를 다루고 있는데, 하버마스는 니체와 트랜스휴머니즘의 유사성에 대한 보스트롬의 생각을 공유하지만, 그 이유는 반대이다. 조르크너는 니체의 철학이 인간의 자기극복과 자기개선에 대한 자유에 관한 진보적 측면 때문에 트랜스휴머니즘과 공유될 수 있다고 믿는 반면, 하버마스는 모든 유전자 강화 절차를 거부하며, 새로운 "니체적 엘리트"가 본질적으로 "파시스트적"인 "자유주의적 우생학"을 강요할 수 있다는 위험 때문에 트랜스휴머니즘은 수용될 수 없다고 주장한다. 조르크너는 하버마스를 비판하면서 그를 단지 "수사학적 재능이 있을 뿐"이라고 비난하며, "그는 자기가 하는 일을 정확히 알고 있다. 독자에게 인간의 생명공학적 절차에 대한 부정적인 반응을 불러일으키는 효과적인 방법은 그러한 조치를 나치 독일에서 수행된 절차와 동일시하는 것"고 말한다. 조르크너는 또한 하버마스가 교육과 유전공학의 차이에 관해 한 말을 비판한다. 하버마스에 따르면 유전자 조작은 되돌릴 수 없기 때문에 교육과는 매우 다르다. 조르크너는 교육이 항상 아이들에 의해 수정될 수 있다는 사실과 유전자 변형은 항상 되돌릴 수 없다는 사실을 모두 부인하는데, 이는 무엇보다도 후성 유전학 분야의 발전에서 입증된다.
조르크너는 또한 그의 스승 잔니 바티모 (Gianni Vattimo)의 강한 영향을 받은 자신의 철학적 입장의 몇 가지 측면을 제시했다. 그는 바티모의 "약한 생각"( 이탈리아어 : "pensiero debole")을 수용하지만 바티모의 "존재의 약화" 역사 이해를 비판한다. 대안으로 조르크너는 세계에 대한 현세적이고 자연주의적이며 관점주의적인 해석을 제안하며, 이를 2010년 논문 Menschenwürde nach Nietzsche: Die Geschichte eines Begriffs (니체 이후의 존엄의 역사: 관념의 역사)에서 자세히 설명한다. 조르크너는 니체가 묘사한 "허무주의"를 "완전한 이득(entirely a gain)"으로 간주하는데, "이것은 또한 관점주의의 관점에서 볼 때 인간 존엄성의 지배적인 개념이 현실에 상응하는 진실을 아는 측면에서 아돌프 히틀러나 폴 포트의 개념보다 더 높은 지위를 갖지 않는다는 것을 의미한다" 생명윤리학자와 트랜스휴머니즘 학자들이 니체와 트랜스휴머니즘의 관계를 논의한 후, 몇몇 주요 니체 학자들이 이 논쟁에 참여했고, 케이트 안젤 피어슨, 폴 랩 및 바베트 바비치는 뉴욕에서 발간하는 학술지 Nietzsche Circle에서 출판하는 저널 The Agonist 에 응답을 썼다. 조르크너의 관점주의적 "형이상학주의"와 특히 그의 Menschenwürde nach Nietzsche는 토마스 만이 공동 창립한 "Nietzsche Forum Munich"에서 조직한 심포지엄에서 다루어졌다. 예를 들어 아네마리 피퍼 (Annemarie Pieper) 와 같은 독일의 주요 철학자들은 이 자리에서 인간 존엄성에 대한 널리 퍼진 개념을 수정할 필요성에 관한 조르크너의 급진적인 제안에 반응했다. 2013년 5월, 주간지 Die Zeit는 인간 존엄성, 새로운 기술, 트랜스휴머니즘 및 포스트휴머니즘에 관한 그의 여러 제안을 요약한 조르크너와의 인터뷰를 게재했다. 2014년 가을, 베아트릭스 포겔이 편집한 인간 존엄성의 재평가(Umwertung der Menschenwürde)라는 제목의 에세이 모음이 Alber Verlag에서 출판되었는데, 여기에는 주요 국제 신학자, 철학자, 윤리학자들이 조르크너의 "인간 존엄성" 개념에 대한 제안에 대한 비판적 답변을 썼다.
조르크너는 필. 쾰른 (phil.cologne) TED, 및 세계인문학포럼, ICISTS-KAIST등 많은 중요한 행사와 컨퍼런스에 초대되어 주요 연설을 했다. 최근 설립된 독일의 민간 싱크탱크인 "Identity Foundation"의 라이너 짐머만에 따르면, 조르크너는 "독일의 선도적인 포스트- 및 트랜스휴머니즘 철학자("Deutschlands führender post- und transhumanistischer Philosoph")이다.
2021년에 조르크너는 We Have Always Been Cyborgs 출판했는데, 여기서 저자는 "사이보그"를 "통치되고 조종되는 유기체" 로 정의할 수 있으므로 "우리는 항상 사이보그였다"고 주장한다. 조르크너가 제안한 초인간주의의 종류는 무엇보다도 그가 "탄소 기반 초인간 기술"이라고 부르는 유전자 편집, 유전자 공학 및 유전자 선택에 의존한다. 그는 이를 인류의 "가장 중요한 과학적 발명품"이라고 부른다. 그에게 있어서 유전자 변형은 "구조적으로 전통적인 부모 교육과 유사하다"고 볼 때, 윤리적 관점에서도 후자가 인류의 최대 이익을 달성하는 것을 목표로 한다면 "전통적인" 교육과 유전자 조작에 대해 다른 도덕적 기준을 사용해서는 안 된다. 같은 이유로, 조르크너에 따르면 도덕적 향상에 대해 지금까지 제기된 모든 윤리적 보류는 사라진다.

## 참고 문헌
1. Selak, Marija (2014). “Metahumanizam i metatijelo”. 《CROSBI》. 2015년 6월 14일에 확인함.
2. Selak, Marija (2014). “Metahumanizam i metatijelo”. 《CROSBI》. 2015년 6월 14일에 확인함.
3. Prof. H. James Birx in Philosophy Now (2010년 11월 29일). “Sorgner and Nietzsche”. 《Philosophy Now》. 2011년 1월 30일에 확인함.
4. Prof. H. James Birx in Philosophy Now (2010년 11월 29일). “Sorgner and Nietzsche”. 《Philosophy Now》. 2011년 1월 30일에 확인함.
5. Prof. H. James Birx in Philosophy Now (2010년 11월 29일). “Sorgner and Nietzsche”. 《Philosophy Now》. 2011년 1월 30일에 확인함.
6. Alber Verlag (2010년 11월 29일). “Book Series: Philosophy of Music”. Alber Verlag. 2011년 1월 30일에 확인함.
7. University of Chicago Press (2010년 11월 29일). 《Music in German Philosophy》. University of Chicago Press. 2011년 1월 30일에 확인함.
8. Russell Blackford (2010년 11월 29일). “Editorial”. Journal of Evolution and Technology. 2011년 1월 30일에 확인함.
9. University of Manchester (2010년 11월 29일). “Beyond the Body”. University of Manchester. 2012년 3월 7일에 원본 문서에서 보존된 문서. 2011년 1월 29일에 확인함.
10. KAIST (2015년 6월 14일). “Shaping the Future”. KAIST. 2015년 6월 29일에 원본 문서에서 보존된 문서. 2015년 6월 14일에 확인함.
11. stefan lorenz sorgner (2010년 11월 29일). “Stefan Lorenz Sorgner | Friedrich-Alexander-University Erlangen-Nuremberg - Academia.edu”. Uni-erlangen.academia.edu. 2012년 4월 1일에 원본 문서에서 보존된 문서. 2011년 1월 28일에 확인함.
12. “Institut für Geschichte und Ethik der Medizin: Stefan Lorenz Sorgner” (독일어). Gesch.med.uni-erlangen.de. 2012년 3월 17일에 원본 문서에서 보존된 문서. 2011년 1월 28일에 확인함.
13. “Faculty”. 《www.johncabot.edu》. 2018년 2월 7일에 원본 문서에서 보존된 문서.
14. Sorgner, Stefan Lorenz (2009). “Nietzsche, the Overhuman, and Transhumanism”. 《jetpress.org》. 2011년 1월 27일에 확인함.
15. Bostrom, Nick (2005). “A history of transhumanist thought”. 《Journal of Evolution and Technology》. 14권 1호. 4쪽.
16. Blackford, Russell (2010). “Editorial: Nietzsche and European Posthumanisms”. 《jetpress.org》. 2011년 1월 27일에 확인함.
17. More, Max (2010). “The Overhuman in the Transhuman”. 《jetpress.org》. 2011년 1월 27일에 확인함.
18. Hauskeller, Michael (2010). “Nietzsche, the Overhuman and the Posthuman: A Reply to Stefan Sorgner”. 《jetpress.org》. 2011년 1월 27일에 확인함.
19. Blackford, Russell (2010). “Editorial”. 《jetpress.org》. 2011년 1월 27일에 확인함.
20. Sorgner, Stefan Lorenz (2010). “Beyond Humanism: Reflections on Trans- and Posthumanism”. 《jetpress.org》. 2011년 1월 27일에 확인함.
21. Habermas, Jürgen (2001). 《Die Zukunft der menschlichen Natur. Auf dem Weg zu einer liberalen Eugenik?》 [The future of human nature. Towards liberal eugenics?] (독일어). Frankfurt am Main: Suhrkamp. 43쪽.
22. Habermas, Jürgen (2001). 《Die Zukunft der menschlichen Natur. Auf dem Weg zu einer liberalen Eugenik?》 [The future of human nature. Towards liberal eugenics?] (독일어). Frankfurt am Main: Suhrkamp. 91–100쪽.
23. Habermas, Jürgen (2001). 《Die Zukunft der menschlichen Natur. Auf dem Weg zu einer liberalen Eugenik?》 [The future of human nature. Towards liberal eugenics?] (독일어). Frankfurt am Main: Suhrkamp. 91–100쪽.
24. "It is the history of a progressive weakness of what metaphysics calls Being, which Heidegger showed us shouldn’t be confused with beings. Being does not identify itself with beings, not even with a supreme being – otherwise it could not be given in the first place… Being differentiates itself from beings precisely because it tends to vanish, to weaken." “Gianni Vattimo Interview”. 《publicseminar.org》 (영어). 2016년 7월 11일. 2023년 5월 28일에 확인함.
25. Beatrix Vogel (2015년 6월 14일). “Umwertung der Menschenwürde” [Transvaluation of human dignity]. 《verlag-alber.de》 (독일어). 2015년 6월 14일에 확인함.
26. “WBG - Shop - Menschenwürde nach Nietzsche”. 《wbg-wissenverbindet.de》 (독일어). 2011년 7월 19일에 원본 문서에서 보존된 문서. 2011년 1월 28일에 확인함.
27. Sorgner, Stefan Lorenz (2010). 《Menschenwürde nach Nietzsche》 [Human dignity after Nietzsche] (독일어). Darmstadt: WBG. 239쪽.
28. Stefan Lorenz Sorgner Menschenwürde nach Nietzsche, Darmstadt WBG, 2010, p. 242: "Dies bedeutet auch, dass dem vorherrschenden Konzept der Menschenwürde aus der Perspektive des Perspektivismus kein höherer Status hinsichtlich der Erkenntnis der Wahrheit in Korrespondenz zur Wirklichkeit zukommt als den Konzeptionen Adolf Hitlers oder Pol Pots".
29. Tuncel, Yunus (2012). “Nietzsche and Trans- and Metahumanism”. 2013년 1월 20일에 원본 문서에서 보존된 문서. 2012년 4월 9일에 확인함.
30. Sorgner, Stefan Lorenz; de Val, Jaime. “A Metahumanist Manifesto” (PDF). 2023년 5월 22일에 확인함.
31. “Humans as riddle: Human dignity after/according to Nietzsche” (독일어). Nietzsche Forum Munich. 2015년 4월 2일에 원본 문서에서 보존된 문서. 2012년 12월 12일에 확인함.
32. “Hirnschrittmacher für alle”. 《Die Zeit》 (독일어). 2013년 5월 16일에 확인함.
33. Phil.cologne (2015년 6월 14일). “Phil.cologne 2015”. Phil.cologne. 2015년 7월 11일에 원본 문서에서 보존된 문서. 2015년 6월 14일에 확인함.
34. TEDx (2015년 6월 14일). “Rules for a (Post-)Human) Zoo”. TEDx. 2015년 6월 14일에 확인함.
35. Identity Foundation (2015년 6월 14일). “Phil.cologne 2015” (PDF). Identity foundation. 2015년 8월 15일에 원본 문서 (PDF)에서 보존된 문서. 2015년 6월 14일에 확인함.
36. Sorgner, Stefan Lorenz (2021). 《We Have Always Been Cyborgs. Digital Data, Gene Technologies, and an Ethics of Transhumanism》. Bristol University Press and Policy Press. ISBN 978-15292192-10.
37. Stefan Lorenz Sorgner: We Have Always Been Cyborgs. Bristol University Press and Policy Press, 2021. p. 9.
38. Stefan Lorenz Sorgner: We Have Always Been Cyborgs. Bristol University Press and Policy Press, 2021. p. 61.
39. Stefan Lorenz Sorgner: We Have Always Been Cyborgs. Bristol University Press and Policy Press, 2021. p. 97.
40. Stefan Lorenz Sorgner: We Have Always Been Cyborgs. Bristol University Press and Policy Press, 2021. p. 99.